# Consell General de la Corresa

Logo del Consell General

El Consell General de la Corresa (en occità Conselh Generau de Corrèsa) és l'assemblea deliberant executiva del departament francès de la Corresa, a la regió de la Nova Aquitània.
La seu es troba a Tula i des de 2008 el president és François Hollande (PS).

## Antics presidents
- Félix Lestang (1945-1946)
- Elie Rouby (1946-1970)
- Jacques Chirac (1970-1979)
- Georges Debat (1979-1982)
- Armand Boucheteil (1982-1985)
- Charles Ceyrac (1985-1992)
- Jean-Pierre Dupont (1998-2008)

## Composició
El març de 2008 el Consell General de la Corresa era constituït per 37 elegits pels 37 cantons de la Corresa.
| Partit                        | Sigles | Electes |
| ----------------------------- | ------ | ------- |
| Majoria (19 escons)           |        |         |
| Partit Socialista             | PS     | 16      |
| Partit Comunista              | PCF    | 2       |
| Divers Gauche                 | DVG    | 1       |
| Oposició (18 escons)          |        |         |
| Unió pel Moviment Popular     | UMP    | 18      |
| President del Consell General |        |         |
| François Hollande (PS)        |        |         |